# City-Pier-City Loop 2010
De 37e editie van de City-Pier-City Loop vond plaats op zondag 14 maart 2010. Het evenement werd gesponsord door Fortis.
Winnaar bij de mannen was de Keniaan Patrick Makau Musyoki met een finishtijd van 59.52. Hij versloeg hiermee de Ethiopiër Eshetu Wondimu met slechts een seconde voorsprong. Bij de vrouwen besliste de Keniaanse Pauline Wangui de wedstrijd in 1:10.36. Zij won voor de derde achtereenvolgende keer.
Naast een halve marathon waren er ook wedstrijden over de afstanden 10 km en 5 km.

## Uitslagen

### Mannen
| rang   | naam                    | land | tijd    |
| ------ | ----------------------- | ---- | ------- |
| Goud   | Patrick Makau Musyoki   | KEN  | 59.52   |
| Zilver | Eshetu Wondimu          | ETH  | 59.53   |
| Brons  | John Mwangangi          | KEN  | 59.56   |
| 4      | Eric Ndiema             | KEN  | 59.57   |
| 5      | Robert Kipchumba        | KEN  | 59.58   |
| 6      | Bernard Kipyego         | KEN  | 1:00.02 |
| 7      | Julius Arile            | KEN  | 1:00.31 |
| 8      | Robert Wambua           | KEN  | 1:01.00 |
| 9      | Philemon Kipchumba      | KEN  | 1:01.35 |
| 10     | Ezekiel Meli            | KEN  | 1:01.43 |
| 11     | Philemon Terer          | KEN  | 1:01.45 |
| 12     | Cuthbert Nyasango       | ZIM  | 1:02.27 |
| 13     | Yonas Kifle             | ERI  | 1:02.32 |
| 14     | Koen Raymaekers         | NED  | 1:02.48 |
| 15     | Barnabas Kiplagat       | KEN  | 1:02.55 |
| 16     | Evans Cheruiyot         | KEN  | 1:04.05 |
| 17     | Ben Moreau              | ENG  | 1:04.36 |
| 18     | Florent Caelen          | BEL  | 1:04.40 |
| 19     | Willy Mwangi            | KEN  | 1:04.40 |
| 20     | Ronald Schröer          | NED  | 1:04.42 |
| 21     | Thomas Payn             | ENG  | 1:04.55 |
| 22     | Paul-Victor Martelletti | NZL  | 1:05.19 |
| 23     | Fredrik Uhrbom          | SWE  | 1:05.20 |
| 24     | Rens Dekkers            | NED  | 1:05.25 |
| 25     | Robert Ton              | NED  | 1:05.40 |

### Vrouwen
| rang   | naam                  | land | tijd    |
| ------ | --------------------- | ---- | ------- |
| Goud   | Pauline Wangui        | KEN  | 1:10.36 |
| Zilver | Irene Cherotich       | KEN  | 1:11.17 |
| Brons  | Merel de Knegt        | NED  | 1:13.10 |
| 4      | Christina-Bus Holth   | NOR  | 1:14.50 |
| 5      | Inge de Jong          | NED  | 1:15.28 |
| 6      | Lindsay van Marrewijk | NED  | 1:15.40 |
| 7      | Jolanda Verstraten    | NED  | 1:16.56 |
| 9      | Samantha Amend        | ENG  | 1:18.44 |

1975 ·
1976 ·
1977 ·
1978 ·
1979 ·
1980 ·
1981 ·
1982 ·
1983 ·
1984 ·
1985 ·
1986 ·
1987 ·
1988 ·
1989 ·
1990 ·
1991 ·
1992 ·
1993 ·
1994 ·
1995 ·
1996 ·
1997 ·
1998 ·
1999 ·
2000 ·
2001 ·
2002 ·
2003 ·
2004 ·
2005 ·
2006 ·
2007 ·
2008 ·
2009 ·
2010 ·
2011 ·
2012 ·
2013 ·
2014 ·
2015 ·
2016 ·
2017 ·
2018 ·
2019 (afgelast) ·
2020 ·
2021 (afgelast) ·
2022 ·
2023 ·
2024